# Геммингены
Род фон Гемминген восходит к имперскому алеманнскому рыцарскому роду, изначальные родовые владения которых находились в Геммингене в Крайхгау. Геммингены, существование которых документально подтверждено, начиная с периода высокого Средневековья, является одним из самых разветвлённых немецких дворянских родов с многочисленными владениями в Крайхгау, Оденвальде, в Швабии и Франконии и т. д. При этом геммингенские имения никогда не образовывали единой территории, но были исключительно разрозненными, и нередко управлялись в качестве кондомината совместно с другими родами.
В XIV в. Геммингены разделились на две и поныне существующие ветви, получившие свои названия от замков на Неккаре, ставших их основными резиденциями: на Гемминген-Гуттенберг и Гемминген-Хорнберг.
В XVI — начале XVII столетий из рода Геммингенов вышли епископы Аугсбурга Иоганн Отто (1545—1598), Айхштетта Иоганн Конрад (1561—1612) и Майнца Уриэль (1468—1514); причём последний был с 1508 по 1514 гг. также эрцканцлером Священной Римской империи.
В течение столетий Геммингены были камергерами, гофратами и высокопоставленными военными чиновниками при баденском, курпфальцском, вюртембергском, бранденбург-ансбахском и прочих дворах своего времени. Они входили в рыцарские кантоны Крайхгау и Оденвальда, часто возглавляя их; при этом Карл Фридрих Райнхард фон Гемминген (1739—1822) был также последним генеральным директором имперского рыцарства, и в то же самое время Эберхард Фридрих фон Гемминген (†1791) возглавлял вюртембергское правительство.
В XIX в. Геммингены были представлены как в баденском Сословном собрании (1 палата), так и в вюртембергском ландтаге. В области искусства известны композитор Эрнст фон Гемминген-Хорнберг (1759—1813), а также писатель и друг Моцарта Отто Генрих фон Гемминген-Хорнберг (1755—1836).
В современной истории семьи значим, в первую очередь, теолог Эберхард фон Гемминген (*1936), с 1982 по 2009 гг. руководивший немецкоязычной редакцией Радио Ватикана.

## Герб
- Герб Геммингенов в гербовнике Шайблеров. (XV в.)
- Герб Геммингенов в Цюрихском гербовнике (1 пол. XIV в.)

Описание:
В голубом поле 2 золотых поперечных полосы. Над щитом — рыцарский шлем с буйволиными рогами, цвет которых аналогичен раскраске щита.
В Цюрихском гербовнике XIV в., однако, встречается несколько иной вариант: в золотом поле 3 голубые полосы.

## Фамильные владения
- Нижний замок Гемминген (Гемминген) — в семейном владении с 1274 года
- Замок Штрайхенберг (Гемминген) — в семейном владении с примерно 1280 по 1297 год
- Имение Даммхоф (Эппинген) — с 1362 года, используется как конюшня
- «Каменный дом» (также Шлеглершлосс; Хаймсхайм) — в XV веке
- Замок Бюрг (Нойенштадт-ам-Кохер) — с 1456 года
- Замок Штайнэгг (Нойхаузен) — с XV века
- Замок Гуттенберг (Хасмерсхайм) — с 1449 года
- Замок Михельфельд (Ангельбахталь) — с 1753 года
- Верхний замок Бонфельд (Бад-Раппенау) — с 1476 по 1958 год
- Замок Майенфельс (Вюстенрот) — с 1492 года
- Замок Фюрфельд (Бад-Раппенау) — с 1516 года
- Дворец Эшенау (Оберсульм) — с 1518 по 1650 год
- Замок Нойхаус — с XVI века
- Замок Леренштайнсфельд (Леренштайнсфельд) — с 1535 по 1649 год
- Лаутенбахский двор (Иедхайм) — с 1537 по 1621 год
- Замок Престенек (Нойенштадт-ам-Кохер) — с 1549 по 1841 год
- Замок Буттерхаузен (Мюнзинген) — с 1569 по 1812 год
- Замок Фильзек (Уинген) — с 1573 по 1596 год
- Замок Либенфельс (Маммерн) — с 1574 по 1654 год
- Замок Иттлинген (Иттлинген) — с 1577 года
- Замок Трешклинген (Бад-Раппенау) — XVI—XVII века и с середины XIX века
- Замок Бад-Раппенау — с 1592 по 1956 год
- Геммингенский замок Виддерн (Виддерн) — с 1600 по 1863 год
- Замок Хорнберг (Неккарциммерн) — с 1612 года
- Старый замок Беинген (Фрайберг-на-Неккаре) — с 1673 года
- Замок Бабштадт (Бад-Раппенау) — с 1712 года
- Нижний замок (Тальхайм) — с середины XVIII века по 1833 год
- Новый замок (Неккарциммерн) (Неккарциммерн) — с 1740 по 1932 год, используется как ратуша
- Замок Роденштайн (Френкиш-Крумбах) — с 1747 года
- Замок Леэн (Бад-Фридрихсхалль) — с 1749 по 1814 год
- Нижний замок (Бонфельд; Бад-Раппенау) — с 1476 года (не существует)
- Имение Хайгерн (Тальхайм) — с 1786 по 1813 год
- Замок Маудах — с 1791 по 1795 год
- Замок Хоффенхайм (Зинсхайм) — с 1781 по 1850 год (не существует)
- Замок Унтербессенбах (Бессенбах) — с 1841 года
- Вилла Виллигст (Шверте) — с примерно 1900 года
- Замок Фриденфельс (Фриденфельс) — с 1905 года
- Замок Поппенройт (Вальдерсхоф) — с 1905 года
- Замок Вайсенштайн (Штайнвальд) (Вальдерсхоф) — с 1905 года
- Замок Воффенбах (Ноймаркт) — с 1937 по 1955 год
- Геммингенский двор (Бад-Вимпфен)
- Геммингенский двор (Хайдельберг)
- Вальдердорфский двор (Бенсхайм) — с 1630 по 1710 год
- Дом Геммингенов (Гернсбах) — с 1872 по 1919 год
- Вилла Гемминген (Штутгарт) — с 1910 года